# 石泉镇 (托克逊县)
石泉镇，是中华人民共和国新疆维吾尔自治区吐鲁番市托克逊县下辖的一个乡镇级行政单位。

## 历史
2024年，新疆维吾尔自治区人民政府下发《关于同意吐鲁番市托克逊县设立石泉镇的批复》（新政函〔2024〕131号）文件，石泉镇隶属于新疆维吾尔自治区吐鲁番市托克逊县管辖。